# وسائل التظليل
وسائل التظليل (بالإنجليزية: Shading Devices)‏، هي وسائل مختلفة للتحكم في كمية ضوء الشمس التي يتم إدخالها إلى مبنى. ففي الأجواء الدافئة يمكن الحصول على الطاقة الشمسية الزائدة واستهلاكها في التبريد، وفي الأجواء الباردة والمعتدلة يمكن إستغلال أشعة الشمس التي تخترق النوافذ للحصول على الحرارة وتدفئة المكان.

## تعريف وسائل التظليل
وسائل التظليل هي وسائل تستخدم للحد بشكل كبير من اكتساب المبنى للحرارة وتحسين نوعية الإضاءة الطبيعية في الفراغات الداخلية، اعتماداً على كمية وموقع النوافذ. وهي تساهم في تحسين راحة المستخدم البصرية من خلال التحكم في الوهج والحد من نسب التباين والإبهار، واستخدام وسائل التظليل هو جانب هام على وجه الخصوص في المباني التي تعتمد بشكل كبير على الطاقة الشمسية والتسخين السلبي وضوء النهار.
خلال فترات الحر تكون وسائل التظليل مثل كواسر الشمس الأفقية المرتبطة بالنوافذ هي وسيلة ممتازة لمنع الحرارة الشمسية غير المرغوب فيها من دخول الفضاء الداخلي، وكذلك يمكن توفير التظليل من قبل المسطحات الخضراء أو من قبل عناصر بناء مثل المظلات المتدلية والتعريشات وكذلك يمكن لبعض وسائل التظليل أن تعمل أيضاً كعاكسات ويتم تصميم وسائل التظليل اعتماداً على توجه الأشعة الشمسية.

## عناصر التظليل وأنواعها

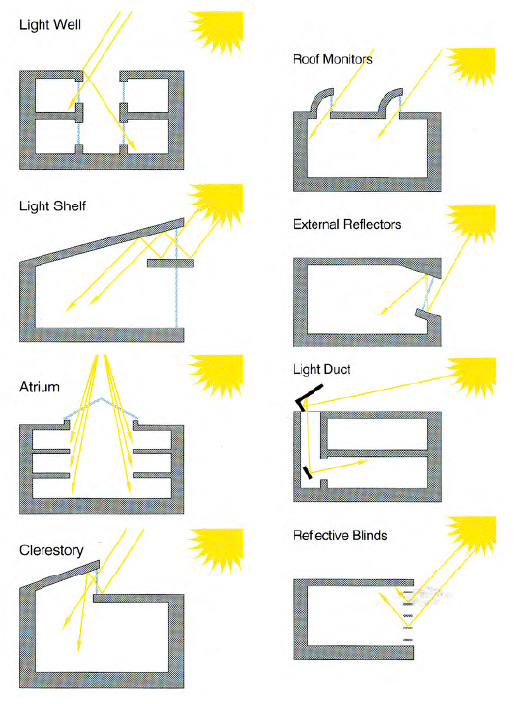
طرق مختلفة لكاسرات الشمس

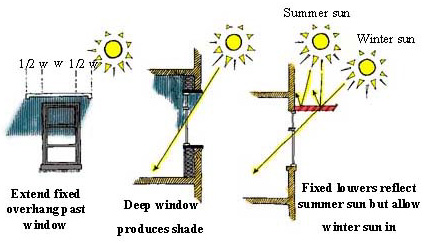
تصميم النوافد مع وسائل التظليل

1. من خلال الأشجار والمسطحات الخضراء في حدائق المباني
2. العناصر الخارجية مثل كاسرات الشمس المتدلية ((overhang وكذلك يتوافر منها أنواع عديدة (أفقية، عمودية..... الخ)
3. العناصر الأفقية من المبنى (كاسرات شمسية)
4. عناصر داخلية للتحكم في الوهج مثل (الستائر المعدنية ومظلات الحماية من أشعة الشمس أو كاسرات قابلة للتعديل.
5. انخفاض معامل التظليل (Sc) للزجاج (معامل التظليل هو قياس نفاذية الطاقة الشمسية من خلال النوافذ)

## متطلبات اختيار وسائل التظليل
في فصل الصيف حيث ذروة زاوية سقوط الشمس تحدث في الانقلاب في 21 يونيو، ولكن درجة الحرارة القصوى والرطوبة تحدث في شهر أغسطس. ولتصميم وسائل التظليل واختيارها بشكل مناسب لا بد من فهم موقع الشمس في السماء ويتم التعبير عن موقع الشمس من خلال معرفة زوايا سقوط الشمس عبر الفصول والأشهر
- زاوية الارتفاع: هي زاوية الشمس فوق الأفق وتحقيق الحد الأقصى في يوم معين عند الظهر الشمسية
- زاوية السمت (زاوية التحمل): هي زاوية سقوط الشمس على الأرض بالنسبة للجنوب.[1]

## تصميم وسائل التظليل
إن لوسائل التظليل أثر كبير على المظهر الخارجي للمبنى، ونظراً لوجود تشكيلة واسعة من وسائل التظليل ونظراً لاختلاف المناخ من منطقة لأخرى حسب اختلاف زاوية سقوط الشمس فإن من الصعب وجود تعميمات حول تصميم وسائل التظليل، ومع ذلك فقد تم وضع بعض التوصيات العامة حول ذلك:
1. استخدام وسائل التظليل المتدلية (overhang) أو الأفقية في الواجهة الجنوبية للسيطرة على أشعة الشمس المباشرة
2. التقليل من وضع الفتحات الزجاجية في الوجهة الشرقية والغربية لأن تظليلها أصعب من تظليل الواجهة الجنوبية فمن أفضل الوسائل لتظليل الواجهة الشرقية والغربية استخدام المسطحات الخضراء بكثرة في تلك المناطق
3. لا تقلق بشأن تظليل الواجهة الشمالية لأنها تتلقى أشعة الشمس الغير مباشرة أما أشعة الشمس المباشرة لا تصل إلى الجهة الشمالية في خطوط العرض القارية مثل الولايات المتحدة الأمريكة وكذلك في الشرق الأوسط وتجاهل هذه القاعدة في المناطق المدارية حيث يصل إليها كمية كبيرة من أشعة الشمس المباشرة وفي هذه المناطق يكون السقف أكبر عنصر للحصول على الطاقة الشمسية التي تنتقل إلى المبنى عن طريق التظليل السطحي مثلاً (منور)
4. لا تتوقع أن وسائل التظليل الداخلية مثل الستائر المعدنية أو الكاسرات العمودية (Vertical Louvers)الحد من احمال التبريد إذا اخترقت الطاقة الشمسي الفراغ الداخلي مع ذلك فإن وسائل التظليل الداخلية تساهم في توفير الراحة البصرية وتقليل الوهج
5. دراسة وفهم زوايا سقوط الشمس أمر بالغ الأهمية لمختلف جوانب التصميم الأساسية بما في ذلك تحديد اتجاه المبنى واختيار وسيلة التظليل المناسبة لمعرفة أماكن وضعها وأماكن وضع العناصر الأخرى مثل الخلايا الشمسية (لوح ضوئي) لتجميع الطاقة الشمسية في المبنى
6. اختيار وسائل التظليل بتمعن وكفائة لأنه مع مرور الوقت يمكن لوسائل التظليل أن تتطلب قدر كبير من الصيانة والإصلاح
7. عند اعتماد المسطحات الخضراء في المباني كوسائل تظليل لا بد من النظر في تكلفة صيانتها والاعتناء بها ومعرفة دورة حياتها
8. وسائل التظليل التي تعمل بشكل جيد في أحد خطوط العرض قد تكوم ملائمة في مناطق خطوط العرض المختلفة.كن حذراً عند تطبيق أفكار وسائل التظليل من مشروع للآخر ومن منطقة للأخرى

## مواد وطرق البناء
في السنوات الأخيرة، كانت هناك زيادة كبيرة في مجموعة متنوعة من وسائل التظليل والزجاج متاحة الاستخدام في المباني، وهنالك مجموعة من وسائل التظليل القابلة للتعديل متاحة تجارياً، مثل الأباجورات في حين انها في بعض الأحيان تستخدم بشكل جيد ويقتصر التطبيق العملي من خلال الحاجة للتلاعب اليدوي أو الميكانيكي في استخدامها مما يقلل من اللجوء لاستخدامها
يتطلب تصميم وسائل التظليل عدد من الدراسات والخبراء لتحديد نوع الزجاج وتحديد قيمة ال (U value) للزجاج وكذلك تحديد معامل التظليل (SC) وهو يدل كمية الحرارة الشمسية التي تنفذ إلى المبنى من الزجاج وهكذا فإن انخفاض معامل التظليل يقلل من اكتساب الحرارة الشمسية وكذلك النفاذية المرئية ال (Tvis) من مادة الزجاج يشير إلى النسبة المئوية للضوء المتوفر في الجزء المرئي من الطيف الداخل للمبنى

عند تصميم أجهزة التظليل يجب وضع تقيم دقيق لجميع العمليات والصيانة والآثار المترتبة على السلامة في بعض المواقع المعرضة للزلازل أو الموقع التي تعيش فيها بعض الطيور فإن الدمج في استخدام وسائل التظليل الخارجي تكون أقل فاعليه لأنها تحتاج إلى عملية تنظيف وصيانة مستمرة 

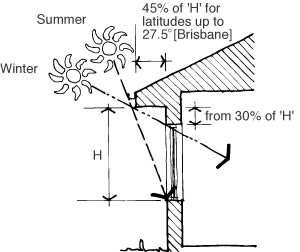

## تطبيقات على وسائل التظليل
يمكن الاستفادة وتطبيق وسائل التظليل في الأماكن التالية :
1. الثكنات وغيرها من المشاريع السكنية متعددة الأسر، وخاصة في المناطق ذات المناخ المعتد أو الحار.
2. المكاتب والمباني الإدارية.
3. الهياكل التي تستخدم الإضاءة النهارية.